# عزيزة بنت سليم الحبسية

## نبذة
عزيزة سليم علي الحبسية كاتبة وصحفية عمانية عاصرت الإعلام العماني منذ البداية. الرئيسة التنفيذية لمؤسسة المرأة العربية للإعلام بلورت مسيرة عملها في الاعلام العماني من خلال مجموعة من الاصدارات الكتابية والتوثيقات خاضت تجربة فريدة في انتخابات الشورى. تهتم في إجراء الدراسات وتطوير الخطط في مجال العمل الإجتماعي ومجال الريادة النسوية العمانية. كما لها اهتمامات في تفعيل مشاركة المرأة في الجانب السياسي وغيرها من المجالات.

## الإصدارات
اخر إصداراتها  بعنوان التمكين الأقتصادي والاجتماعي للمراة في عمان يحوي على رصد في الجوانب التي تتعلق بالمرأة العمانية في مختلف القطاعات الخاصة والحكومية.
من إصداراتها الأخرى هن ، هو ملخص رصد للريادات العمانية في سلطنة عمان وأوائل المؤسسات والموظفات العمانيات في عمان في مختلف القطاعات. أما إصدار عين على الشورى هو مزج للتجربة الخاصة مع التجربة الصحفية حول الشورى وموضوعاتها.
تجربة التعمين في التسعينيات يعود محتوى هذا الكتاب من بعد معاناة الشعب العماني في وظائف القطاع الخاص مقارنته مع القطاع الحكومي والقوانين المتعلقة بكل جانب بالإضافة إلى الفصل التعسفي للموظفين العمانببن.